# Église Santa Maria della Scala
L'église Santa Maria della Scala (en français : Sainte-Marie-de-l'Escalier) est une église située dans le quartier Trastevere à Rome en Italie.

## Historique
L'église est construite de 1593 à 1610 pour abriter une image de la Madone considérée miraculeuse après qu'en 1592, selon la tradition, elle fut posée sur les marches de l'escalier d'une maison voisine pour guérir un enfant malade. Le pape Clément VIII confie le projet de construction de l'église à Francesco Capriani. En 1597, l'église en cours de réalisation est allouée aux Carmélites. La construction est terminée en 1610 et la façade réalisée en 1624. Elle est temporairement utilisée comme hôpital en 1849.
En 1664, le pape Alexandre VII fait de l'église le siège de la  diaconie cardinalice de Santa Maria della Scala.

## Architecture et ornements

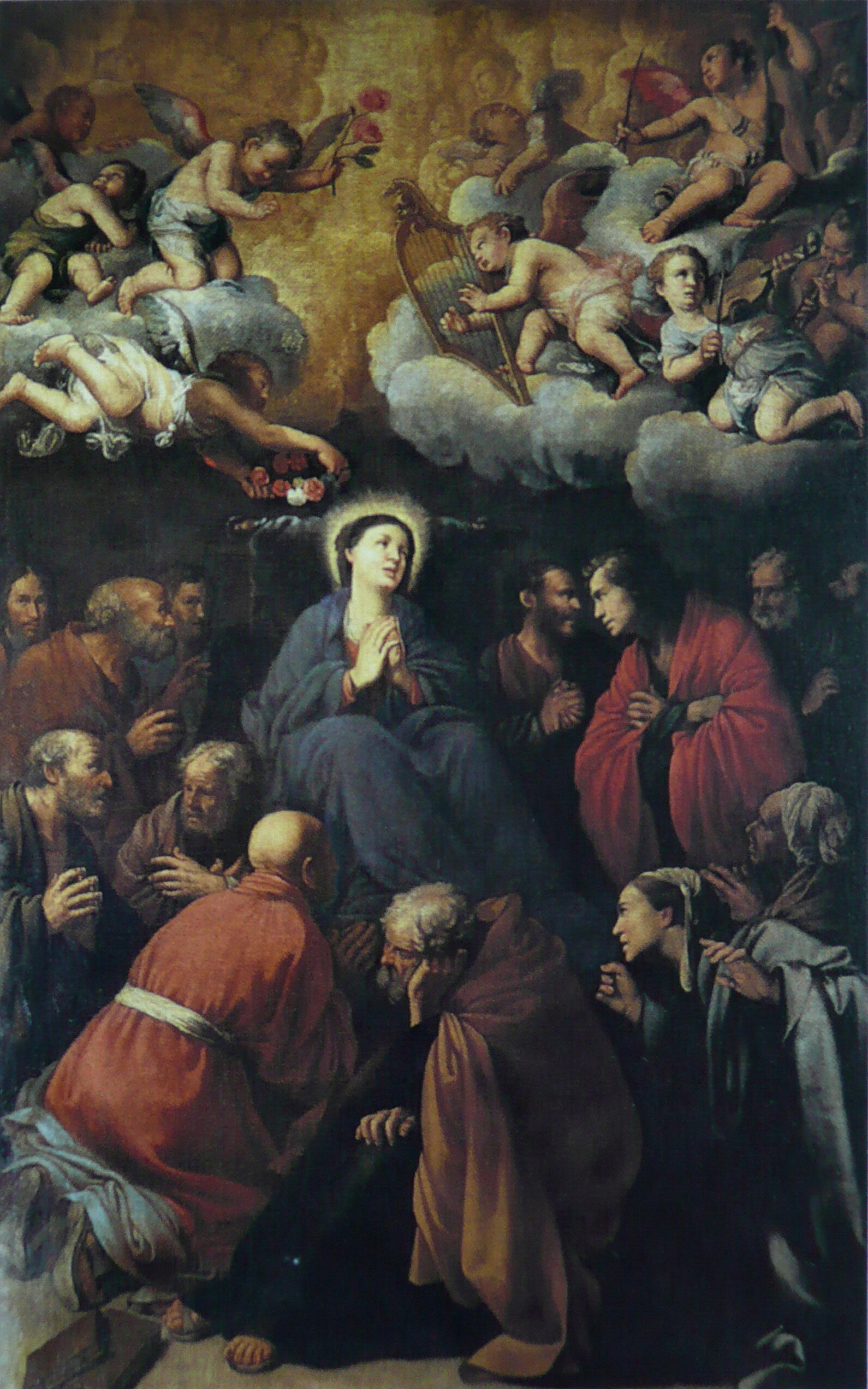
Mort de la Vierge de Carlo Saraceni (1610)

La Vierge à l'enfant de la façade est de François Dieussart (Francesco di Cusart).
https://commons.wikimedia.org/wiki/File:2016_Convento_di_S._Maria_della_Scala_-_Roma_02.jpg
L'église est en forme de croix grecque, avec une nef unique et trois chapelles par côté. Le sol en marbre date de 1739.
Elle abrite un maître-autel et un baldaquin de Carlo Rainaldi datant de 1650 ainsi qu'une Décapitation de saint Jean-Baptiste réalisée par le peintre hollandais Gerrit van Honthorst et une Mort de la Vierge (1610) par Carlo Saraceni. Ce tableau de Saraceni a été placé en remplacement du tableau du même titre peint par Le Caravage – qui se trouve actuellement au Louvre – et qui avait été refusé par les moines responsables de l'église. Michel-Ange Slodtz a sculpté un groupe représentant Sainte Thérèse transpercée par un chérubin dans la chapelle qui lui est dédiée.

## Sources et références
- (en)/(it) Cet article est partiellement ou en totalité issu des articles intitulés en anglais « Santa Maria della Scala » (voir la liste des auteurs) et en italien « Chiesa di Santa Maria della Scala » (voir la liste des auteurs).